# Varano de' Melegari
Varano de' Melegari is een gemeente in de Italiaanse provincie Parma (regio Emilia-Romagna) en telt 2488 inwoners (31-12-2004). De oppervlakte bedraagt 64,4 km², de bevolkingsdichtheid is 35 inwoners per km².
De volgende frazioni maken deel uit van de gemeente: Boschi, Il Monte, Le Aie, Mazzini, Molino, Pecorini, Pianelli, Pradarolo, Scarampi, Serravalle, Vianino, Viazzano, Volta.

## Demografie
Varano de' Melegari telt ongeveer 1110 huishoudens. Het aantal inwoners steeg in de periode 1991-2001 met 7,8% volgens cijfers uit de tienjaarlijkse volkstellingen van ISTAT.
| Jaar | Inwoneraantal |
| ---- | ------------- |
| 1991 | 2075          |
| 2001 | 2236          |

## Geografie
Varano de' Melegari grenst aan de volgende gemeenten: Bore, Fornovo di Taro, Medesano, Pellegrino Parmense, Solignano, Varsi.
Albareto · Bardi · Bedonia · Berceto · Bore · Borgo Val di Taro · Busseto · Calestano · Collecchio · Colorno · Compiano · Corniglio · Felino · Fidenza · Fontanellato · Fontevivo · Fornovo di Taro · Langhirano · Lesignano de' Bagni · Medesano · Mezzani · Monchio delle Corti · Montechiarugolo · Neviano degli Arduini · Noceto · Palanzano · Parma · Pellegrino Parmense · Polesine Parmense · Roccabianca · Sala Baganza · Salsomaggiore Terme · San Secondo Parmense · Sissa Trecasali · Solignano · Soragna · Sorbolo · Terenzo · Tizzano Val Parma · Tornolo · Torrile · Traversetolo · Valmozzola · Varano de' Melegari · Varsi · Zibello
- Nationale Bibliotheek van Tsjechië: ge970801
- Virtual International Authority File: 237069655

1. ↑  https://demo.istat.it/?l=it.